# Wild Arms 2
Wild Arms 2, conosciuto in Giappone come Wild Arms: 2nd Ignition (ワイルドアームズ セカンドイグニッション?, Wairudo Āmuzu Sekando Igunisshon), è un videogioco di ruolo sviluppato dalla Media.Vision e pubblicato dalla Sony Computer Entertainment e secondo capitolo nella saga di videogiochi iniziata con Wild Arms. È stato pubblicato nel 2000 per Sony PlayStation, e nel 2009 tramite PlayStation Network per PlayStation 3 e PlayStation Portable.
La storia ruota intorno al tentativo di conquista del mondo da parte di una organizzazione terrorista chiamata Odessa e del nucleo anti terroristico chiamato ARMS, creato appositamente per combattere la minaccia. Fanno parte dell'ARMS Ashley, un fuciliere; Lilka, una giovane sacerdotessa e Brad, un veterano di guerra.